# 拉丹語
Láadan语是一種由蘇略特·哈登·埃爾金(Suzette Haden Elgin)於1982年创立的人造語言，用以測試語言學理論裡的薩丕爾-沃夫假說是否適用於女性，特別是为了测试西方自然语言是否偏向於表達男性的觀點而非女性的觀點。这个语言在她的科幻小说系列《Native Tongue》中多次出现。Láadan這種語言的特色，是有多個用於表達模糊命題的字，當中包括了一個人對於另一個人的說話有甚麼感受。根據Elgin的說法，這種設計是用以對抗「以男性為中心的語言對女性的限制」，使他們回應「我知道我這樣說，但其實我想表達的是另一樣事」。

## 語音體系

### 聲調
有別與一般的人工語言，Láadan是一種有聲調的語言。它有四種聲調：
- lo — /lō/ 或 /lò/，一個短促，中短調，用一個單獨未作任何標記的元音字母標識。
- ló — /ló/，短音，中長調，用一個做了標識的元音字母表示。
- loó — /lǒː/，長音，由低調向高調過渡，升調，用兩個元音字母表示，其中，第一個元音字母未作任何標識，第二個元音字母有標誌。
- lóo — /lôː/，長音，降調，用兩個元音字母表示，其中，第一個元音字母有標識，第二個無。

Elgin倾向分析为只有一个声调，即高调。
 （页面存档备份，存于）

### 元音
Láadan有五個元音：
| 字母 | IPA | 音位               | 英語等同音位例子 |
| ---- | --- | ------------------ | ---------------- |
| a    | /ɑ/ | 開後不圓唇元音     | calm             |
| e    | /ɛ/ | 半開前不圓唇元音   | bell             |
| i    | /ɪ/ | 次閉次前不圓唇元音 | bit              |
| o    | /o/ | 半閉後圓唇元音     | home             |
| u    | /u/ | 閉後圓唇元音       | boon             |

### 輔音
Láadan沒有世界上大多數語言都有的輔音／p, t, k, g/ ，但有 b, d, sh (/ʃ/), m, n, l, r, w, y (/j/)，h 等與英語發音相同的輔音。除此之外，還有以下三個比較特別的二合字母：
- th — /θ/，清齒擦音（始終如英語：think，而不是then中th之用法），
- zh — /ʒ/，濁齦後擦音（如英語：pleasure），
- lh — /ɬ/，清齒齦邊擦音（如威爾斯語：llan）。

## 延伸閱讀
- Jones, Mari C. and Ishtla Singh, Exploring Language Change: Routledge, 2005; pp. 169–182.